# Алфер'єв Ігор Вікторович
Ігор Вікторович Алфер'єв (24 серпня 1953) — український флотоводець. Віцеадмірал. Командувач морської прикордонної охорони України (1994—2004).

## Життєпис
Народився 24 серпня 1953 року. У 1978 році закінчив Вищі спеціальні офіцерські класи військово-морського флоту, в 1987 році — Військовий навчально-науковий центр Військово-морського флоту «Військово-морська академія ім. Адмірала Флоту Радянського Союзу Н. Г. Кузнєцова». У Військово-морському флоті з 1971 року. Ще під час навчання в академії почав активно займатися протипідводною диверсійної обороною. 10 років прослужив на Півночі на крайній краю Кольського півострова: в Кувшинській Салмі командував бригадою сторожових кораблів Прикордонних КДБ СРСР. Как свої п'ять пальців знає Кольський півострів, Біле і Баренцове моря, архіпелаг Нова Земля.
У 1987 році після закінчення в Ленінграді військово-морської академії був переведений в Україну на посаду заступника начальника морського відділу Західного прикордонного округу.
У 1988—1994 роках — командир 5-ї окремої бригади сторожових кораблів прикордонних військ в Балаклаві.
У 1994—2004 роках — командувач морської прикордонної охорони України.
З 2004 р. — директор санаторію «Гурзуфський», Ялта; начальник Головного управління санаторно-курортних установ в Криму Державного управління справами.